# Discografie van Bad Company
De discografie van Bad Company bestaat uit 12 studioalbums en 6 livealbums. Daarnaast hebben ze 29 singles en 6 videoclips uitgebracht.
Hoewel ze een Britse band waren, had Bad Company meer succes in de Verenigde Staten dan in het Verenigd Koninkrijk. Vier van hun albums zijn gecertificeerd met goud door de British Phonographic Industry, terwijl nog eens vier andere albums werden gecertificeerd met multi-platina door de Recording Industry Association of America. Het meest succesvolle album van Bad Company was hun debuutalbum Bad Company uit 1974. Het was een nummer-1 album in de Billboard 200 en haalde ook de Top 3 in de Britse albumhitlijst. Dit album bevatte hun grootste hit Can't Get Enough, wat hun enige Top 5 single is in de Billboard Hot 100 en hun best verkochte single in de Britse singlehitlijst, waar het 15e werd in 1974.

## Albums

### Studioalbums
| Jaar                                                               | Albumdetails                                                                    | Hoogste posities in de hitlijsten | Hoogste posities in de hitlijsten | Hoogste posities in de hitlijsten | Hoogste posities in de hitlijsten | Hoogste posities in de hitlijsten | Hoogste posities in de hitlijsten | Hoogste posities in de hitlijsten | Hoogste posities in de hitlijsten | Hoogste posities in de hitlijsten | Hoogste posities in de hitlijsten | Certificaties (verkoopdrempel)          |
| Jaar                                                               | Albumdetails                                                                    | VK                                | AUS                               | CAN                               | FR                                | GE                                | NDL                               | NOR                               | NZ                                | SWE                               | VS                                | Certificaties (verkoopdrempel)          |
| ------------------------------------------------------------------ | ------------------------------------------------------------------------------- | --------------------------------- | --------------------------------- | --------------------------------- | --------------------------------- | --------------------------------- | --------------------------------- | --------------------------------- | --------------------------------- | --------------------------------- | --------------------------------- | --------------------------------------- |
| 1974                                                               | Bad Company - Publicatiedatum: 24 mei 1974 - Label: Island, Swan Song           | 3                                 | 6                                 | 1                                 | —                                 | 45                                | —                                 | 17                                | 27                                | —                                 | 1                                 | - VK: Goud - VS: 5× Platina             |
| 1975                                                               | Straight Shooter - Publicatiedatum: 28 maart 1975 - Label: Island, Swan Song    | 3                                 | 8                                 | 3                                 | 13                                | 47                                | 19                                | 6                                 | 13                                | —                                 | 3                                 | - VK: Goud - VS: 3× Platina - CAN: Goud |
| 1976                                                               | Run with the Pack - Publicatiedatum: 30 januari 1976 - Label: Island, Swan Song | 4                                 | 9                                 | 13                                | 19                                | —                                 | 11                                | 11                                | 32                                | 23                                | 5                                 | - VK: Goud - VS: Platina                |
| 1977                                                               | Burnin' Sky - Publicatiedatum: 3 maart 1977 - Label: Island, Swan Song          | 17                                | 15                                | 16                                | —                                 | —                                 | 14                                | 45                                | 32                                | 32                                | 15                                | - VS: Goud                              |
| 1979                                                               | Desolation Angels - Publicatiedatum: 7 maart 1979 - Label: Swan Song            | 10                                | 27                                | 6                                 | 29                                | —                                 | 27                                | 7                                 | 32                                | 9                                 | 3                                 | - AUS: Goud - VS: 2× Platina            |
| 1982                                                               | Rough Diamonds - Publicatiedatum: augustus 1982 - Label: Swan Song              | 15                                | 63                                | 26                                | —                                 | 61                                | —                                 | —                                 | 32                                | —                                 | 26                                |                                         |
| 1986                                                               | Fame and Fortune - Publicatiedatum: 22 oktober 1986 - Label: Atlantic           | —                                 | —                                 | —                                 | —                                 | —                                 | —                                 | —                                 | —                                 | —                                 | 106                               |                                         |
| 1988                                                               | Dangerous Age - Publicatiedatum: 15 augustus 1988 - Label: Atco                 | —                                 | —                                 | 84                                | —                                 | —                                 | —                                 | —                                 | —                                 | —                                 | 58                                | - VS: Goud                              |
| 1990                                                               | Holy Water - Publicatiedatum: 12 juni 1990 - Label: Atco                        | —                                 | —                                 | 41                                | —                                 | —                                 | —                                 | —                                 | —                                 | —                                 | 35                                | - VS: Platina - CAN: Goud               |
| 1992                                                               | Here Comes Trouble - Publicatiedatum: 22 september 1992 - Label: Atco           | —                                 | —                                 | 37                                | —                                 | —                                 | —                                 | —                                 | —                                 | —                                 | 40                                | - VS: Goud - CAN: Goud                  |
| 1995                                                               | Company of Strangers - Publicatiedatum: 6 juni 1995 - Label: East West          | —                                 | —                                 | —                                 | —                                 | —                                 | —                                 | —                                 | —                                 | —                                 | 159                               |                                         |
| 1996                                                               | Stories Told & Untold - Publicatiedatum: 15 oktober 1996 - Label: East West     | —                                 | —                                 | —                                 | —                                 | —                                 | —                                 | —                                 | —                                 | —                                 | —                                 |                                         |
| "—" geeft publicaties aan die niet in de hitlijsten zijn opgenomen |                                                                                 |                                   |                                   |                                   |                                   |                                   |                                   |                                   |                                   |                                   |                                   |                                         |

### Livealbums
| Jaar | Albumdetails                                                                               | Hoogste posities | Hoogste posities | Hoogste posities | Certificaties (verkoopdrempel) |
| Jaar | Albumdetails                                                                               | VS               | GE               | VS Rock          | Certificaties (verkoopdrempel) |
| ---- | ------------------------------------------------------------------------------------------ | ---------------- | ---------------- | ---------------- | ------------------------------ |
| 1993 | The Best of Bad Company Live - Publicatiedatum: 16 november 1993 - Label: Atlantic Records | —                | —                | —                |                                |
| 2002 | In Concert: Merchants of Cool - Publicatiedatum: 21 mei 2002 - Label: Sanctuary Records    | —                | —                | —                | - VS: Goud (dvd) - VK: Goud    |
| 2006 | Live in Albuquerque 1976 - Publicatiedatum: 8 augustus 2006 - Label: Cleopatra Records     | —                | —                | —                |                                |
| 2010 | Hard Rock Live - Publicatiedatum: 9 februari 2010 - Label: Image Entertainment             | —                | —                | —                |                                |
| 2011 | Live at Wembley - Publicatiedatum: 27 juni 2011 - Label: Eagle                             | —                | —                | —                |                                |
| 2016 | Live in Concert 1977 & 1979 - Publicatiedatum: 29 april 2016 - Label: Rhino                | 166              | 85               | 17               |                                |
| 2018 | Live at Red Rocks - Publicatiedatum: 11 januari 2018 - Label: BMG                          | —                | —                | —                |                                |

### Compilatiealbums
| Jaar | Albumdetails | Hoogste posities | Hoogste posities | Hoogste posities | Certificaties verkoopdrempel |
| Jaar | Albumdetails | AUS              | VS               | Hard Rock        | Certificaties verkoopdrempel |
| ---- | --- | ---------------- | ---------------- | ---------------- | ---------------------------- |
| 1985 | 10 from 6 - Publicatiedatum: december 1985 - Label: Atlantic Records                                               | 68               | 137              | —                | - VK: Goud - VS: 2× Platina  |
| 1999 | The 'Original' Bad Co. Anthology - Publicatiedatum: 23 maart 1999 - Label: Atlantic Records                        | —                | 189              | —                | - VK: Zilver                 |
| 2008 | The Hits - Publicatiedatum: 10 april 2008 - Label: Sbme Special Mkts.                                              | —                | —                | —                |                              |
| 2011 | Extended Versions - Publicatiedatum: 26 april 2011 - Label: Sbme Special Mkts.                                     | —                | 82               | 4                |                              |
| 2015 | Rock 'n' Roll Fantasy: The Very Best of Bad Company - Publicatiedatum: 25 september 2015 - Label: Atlantic Records | —                | —                | 25               |                              |
| 2018 | An Introduction to Bad Company - Publicatiedatum: 2 maart 2018 - Label: Rhino Records                              | —                | —                | —                |                              |
| 2019 | The Swan Song Years 1974-1982 - Publicatiedatum: 18 juli 2019 - Label: Rhino Records                               | —                | —                | —                |                              |

## Singles
| Jaar                                                               | Single                  | Hoogste posities in de hitlijsten | Hoogste posities in de hitlijsten | Hoogste posities in de hitlijsten | Hoogste posities in de hitlijsten | Hoogste posities in de hitlijsten | Hoogste posities in de hitlijsten | Hoogste posities in de hitlijsten | Certificaties (verkoopdrempel) | Album                            |
| Jaar                                                               | Single                  | VK                                | CAN                               | NZ                                | VS                                | VS Main                           | VS Pop                            | AUS                               | Certificaties (verkoopdrempel) | Album                            |
| ------------------------------------------------------------------ | ----------------------- | --------------------------------- | --------------------------------- | --------------------------------- | --------------------------------- | --------------------------------- | --------------------------------- | --------------------------------- | ------------------------------ | -------------------------------- |
| 1974                                                               | Can't Get Enough        | 15                                | 3                                 | —                                 | 5                                 |                                   | —                                 | 22                                |                                | Bad Company                      |
| 1975                                                               | Movin' On               | —                                 | 30                                | —                                 | 19                                |                                   | —                                 | —                                 |                                | Bad Company                      |
| 1975                                                               | Good Lovin' Gone Bad    | 31                                | 48                                | —                                 | 36                                |                                   | —                                 | 93                                |                                | Straight Shooter                 |
| 1975                                                               | Feel Like Makin' Love   | 20                                | 5                                 | 2                                 | 10                                |                                   | —                                 | —                                 |                                | Straight Shooter                 |
| 1976                                                               | Run with the Pack       | —                                 | —                                 | —                                 | —                                 |                                   | —                                 | —                                 |                                | Run with the Pack                |
| 1976                                                               | Young Blood             | —                                 | 9                                 | —                                 | 20                                |                                   | —                                 | —                                 |                                | Run with the Pack                |
| 1976                                                               | Honey Child             | —                                 | —                                 | —                                 | 59                                |                                   | —                                 | —                                 |                                | Run with the Pack                |
| 1977                                                               | Everything I Need       | —                                 | —                                 | —                                 | —                                 |                                   | —                                 | 41                                |                                | Burnin' Sky                      |
| 1977                                                               | Burnin' Sky             | —                                 | 73                                | —                                 | 78                                |                                   | —                                 | —                                 |                                | Burnin' Sky                      |
| 1979                                                               | Rock 'n' Roll Fantasy   | —                                 | 16                                | —                                 | 13                                |                                   | —                                 | 65                                | - VS: Goud                     | Desolation Angels                |
| 1979                                                               | Gone, Gone, Gone        | —                                 | 55                                | —                                 | 56                                |                                   | —                                 | —                                 |                                | Desolation Angels                |
| 1982                                                               | Electricland            | —                                 | —                                 | —                                 | 74                                | 2                                 | —                                 | —                                 |                                | Rough Diamonds                   |
| 1986                                                               | This Love               | —                                 | —                                 | 12                                | 85                                | 12                                | —                                 | —                                 |                                | Fame and Fortune                 |
| 1987                                                               | That Girl               | —                                 | —                                 | —                                 | —                                 | —                                 | —                                 | —                                 |                                | Fame and Fortune                 |
| 1987                                                               | Fame and Fortune        | —                                 | —                                 | —                                 | —                                 | 37                                | —                                 | —                                 |                                | Fame and Fortune                 |
| 1988                                                               | No Smoke Without a Fire | —                                 | —                                 | —                                 | —                                 | 4                                 | —                                 | —                                 |                                | Dangerous Age                    |
| 1989                                                               | Shake It Up             | —                                 | —                                 | —                                 | 82                                | 9                                 | —                                 | —                                 |                                | Dangerous Age                    |
| 1990                                                               | Holy Water              | —                                 | 56                                | —                                 | 89                                | 1                                 | —                                 | —                                 |                                | Holy Water                       |
| 1990                                                               | If You Needed Somebody  | —                                 | 51                                | 18                                | 16                                | 2                                 | —                                 | —                                 |                                | Holy Water                       |
| 1991                                                               | Walk Through Fire       | —                                 | 34                                | —                                 | 28                                | 14                                | —                                 | —                                 |                                | Holy Water                       |
| 1992                                                               | How About That          | —                                 | 17                                | —                                 | 38                                | 1                                 | 26                                | —                                 |                                | Here Comes Trouble               |
| 1992                                                               | This Could Be the One   | —                                 | 48                                | —                                 | 87                                | 21                                | —                                 | —                                 |                                | Here Comes Trouble               |
| 1999                                                               | Hey Hey (promo)         | —                                 | —                                 | —                                 | —                                 | 15                                | —                                 | —                                 |                                | The 'Original' Bad Co. Anthology |
| 1999                                                               | Hammer of Love (promo)  | —                                 | —                                 | —                                 | —                                 | 23                                | —                                 | —                                 |                                | The 'Original' Bad Co. Anthology |
| 2002                                                               | Joe Fabulous            | —                                 | —                                 | —                                 | —                                 | —                                 | —                                 | —                                 |                                | In Concert: Merchants of Cool    |
| "—" geeft publicaties aan die niet in de hitlijsten zijn opgenomen |                         |                                   |                                   |                                   |                                   |                                   |                                   |                                   |                                |                                  |

## Muziekvideo's
| Jaar | Video                        | Regisseur            |
| ---- | ---------------------------- | -------------------- |
| 1974 | Can't Get Enough             |                      |
| 1975 | Feel Like Makin' Love (live) |                      |
| 1986 | This Love                    |                      |
| 1988 | No Smoke Without Fire        |                      |
| 1988 | One Night                    | Nigel Dick           |
| 1989 | Shake It Up                  | Peter Christopherson |
| 1990 | Holy Water                   |                      |
| 1990 | If You Needed Somebody       |                      |
| 1992 | How About That               |                      |